# INTO THE DEEP
「INTO THE DEEP」（イントゥ・ザ・ディープ）は、MAN WITH A MISSIONの楽曲。2021年6月9日に13枚目のシングルとしてSony Music Records（Sony Music Labels）から発売された。

## 概要
表題曲は、東宝配給映画『ゴジラvsコング』日本版主題歌。映画への起用に対して作曲を務めたJean-Ken Johnnyは、「本映画ノ日本版主題歌ヲ担当サセテイタダケルトイウ話ガ来タトキニハ本当ニ少年サナガラ心ガ躍リマシタ」「映画館デ是非コノ2大怪獣ノ共演ヲ目ノ当タリニシ、我々ノ楽曲トトモニ興奮シテイタダキタイト思イマス」とコメントした。同映画のプロデューサーであるアレックス・ガルシアは、「和訳：伝説的な怪獣たちに捧げるにふさわしい曲を、このような尊敬を集めるバンドが作ってくれたことを私たちは大変光栄に思います」とコメント、監督のアダム・ウィンガードは、「和訳：子供の頃から、ゴジラとコングが大画面でぶつかり合うことを夢見ていました。まるで、MAN WITH A MISSIONがその夢と心を通わせて、この映画にぴったりの曲を書いてくれたかのようです」とコメントした。
カップリングの「Perfect Clarity」は東宝配給映画『ヒノマルソウル〜舞台裏の英雄たち〜』の挿入歌、「小さきものたち」はNHK『みんなのうた』の2021年6月 - 7月のオンエア楽曲、「Dark Crow (LETHALDOSE REMIX)」はアメリカのロックバンドLimp BizkitのDJであるDJ リーサルによる、自身の11thシングル「Dark Crow」のリミックス音源である。

## 収録曲

### CD
1. INTO THE DEEP - [4:23]
作詞・作曲：Jean-Ken Johnny
編曲：MAN WITH A MISSION, 中野雅之
2. Perfect Clarity - [4:33]
作詞・作曲：Kamikaze Boy
編曲：MAN WITH A MISSION, 草間敬
3. 小さきものたち - [4:58]
作詞・作曲：Jean-Ken Johnny
編曲：MAN WITH A MISSION
4. Dark Crow (LETHALDOSE REMIX) - [3:35]
作詞：Kamikaze Boy, Jean-Ken Johnny
作曲：Kamikaze Boy
  - 11thシングルの、Limp BizkitのDJ リーサルによるリミックスバージョン

### DVD（初回生産限定盤）
- 『MAN WITH A "Telescope" MISSION 〜Full album tracks of『WELCOME TO THE NEWWORLD』and『Trick or Treat e.p.』〜』
Feel and Think
Telescope
- 『MAN WITH A "All You Need" MISSION 〜Full album tracks of『MAN WITH A MISSION』〜』
All You Need
WHITE WORLD
- 『MAN WITH A "evergreen" MISSION 〜Full album tracks of『MASH UP THE WORLD』〜』
evergreen
フォーカスライト

## 収録アルバム
- 『Break and Cross the Walls I』（#1）[9]
- 『Break and Cross the Walls II』（#2,3） -「小さきものたち」はAcoustic Ver.として収録[10]